# Tasata tigris
Tasata tigris är en spindelart som beskrevs av Cândido Firmino de Mello-Leitão 1941. 
Tasata tigris ingår i släktet Tasata och familjen spökspindlar. Inga underarter finns listade i Catalogue of Life.